# Carex cuprina
La cárice cuprina  (Carex cuprina) es una especie de planta herbácea de la familia de las  ciperáceas.

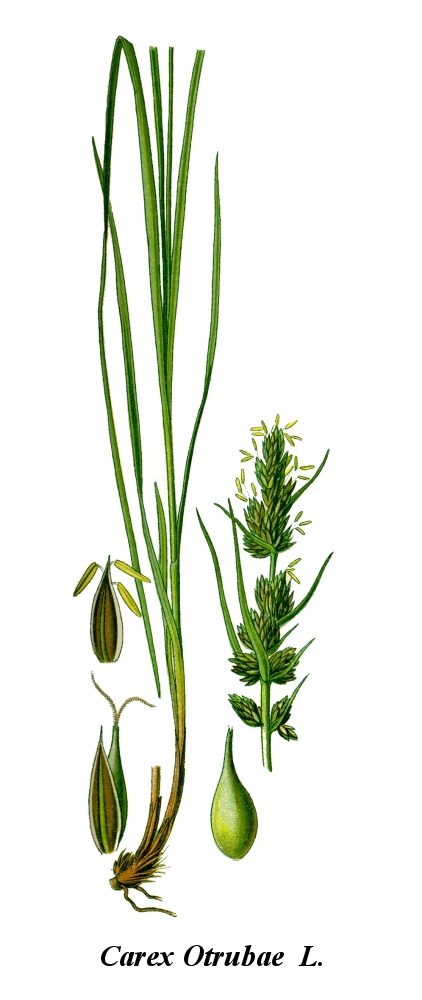
Ilustración

## Descripción
La cárice cuprina como la mayoría de las cárices, forma céspedes a partir de tallos (rizomas), subterráneos; los tallos aéreos, en este caso son fuertes y largos, 30-90 cm, de sección trinagular, con ángulos muy agudos en la parte superior y muy cubiertos longitudinalmente de dientecillos que parecen una diminuta sierra, casi cortante. Hojas como largas cintas, con un leve pliegue longitudinal central, de hasta casi 1 cm de ancho, generalmente más cortas que el tallo sobre el que crecen las flores. estas aparecen en primavera, y se agrupan formando una densa espiga de hasta 5-6 cm, constituida por agrupación de otras menores, en las cuales las flores masculinas, (formadas por una escama protectora y los estambres), se instalan arriba y las femeninas, (formadas por una escama que protege al futuro fruto o utrículo, de "picos" o estilos muy visibles antes de la maduración, se disponen abajo. Las escamas son ovales y puntiagudas, de color marrón.

## Distribución y hábitat
En la península ibérica, en Castilla y León. Crecen muy visibles, dado su tamaño, en las riveras y los prados húmedos.

## Taxonomía
Carex cuprina fue descrita por  (Sándor ex Heuff.) Nendtv. ex A.Kern y publicado en Verhandlungen der Kaiserlich-Königlichen Zoologisch-Botanischen Gesellschaft in Wien 13: 566. 1863.
Etimología
Ver: Carex
Sinonimia
- Carex cuprina var. subcontigua (Kük.) De Langhe & Lambinon
- Carex nemorosa var. cuprina Sándor ex Heuff.
- Carex otrubae Podp.
- Carex otrubae f. bracteata (G.Mey.) Soó
- Carex otrubae f. interrupta (Peterm.) Soó
- Carex otrubae var. subcontigua (Kük.) De Langhe & J.Duvign.
- Carex subvulpina Senay
- Carex subvulpina var. subcontigua (Kük.) Senay
- Carex vulpina f. bracteata G.Mey.
- Carex vulpina subsp. cuprina (Sándor ex Heuff.) O.Bolòs & Vigo
- Carex vulpina f. interrupta Peterm.
- Carex vulpina var. subcontigua Kük.
- Vignea cuprina (Sándor ex Heuff.) Soják
- Vignea otrubae (Podp.) Soják[3][4]